# Unión de Centro Derecha
La Unión de Centro Derecha (UCD) es un partido político ecuatoguineano.

## Historia
El partido fue fundado en el año 2001 por exmiembros de la Acción Popular de Guinea Ecuatorial (APGE). En 2014 participó, bajo el liderazgo de Avelino Mocache Mehenga, en calidad de formación política no legalizada en la Quinta Mesa de Diálogo Nacional convocada por el régimen de Teodoro Obiang Nguema para llegar a acuerdos con los partidos opositores.
Fruto de estos acuerdos, el partido fue legalizado el 26 de agosto de 2015. Su primera participación electoral tuvo lugar en las elecciones presidenciales del año siguiente donde presentó la candidatura de su líder Avelino Mocache, quien obtuvo un 1,6% de los votos.
Para las elecciones legislativas de 2017 formó la coalición electoral "Juntos Podemos" junto a la Convergencia para la Democracia Social (CPDS). El bloque político no obtuvo ningún diputado ni senador.
En 2018, la UCD participó en la Sexta Mesa de Diálogo Nacional. No obstante, la UCD y la CPDS consideraron el proceso como infructífero y se negaron a firmar el documento de acuerdos final. Días después se celebró una reunión entre el gobierno y todos partidos políticos del país en la cual las autoridades intentaron convencer sin éxito a la CPDS y a la UCD de firmar el documento.
En julio de 2020, se dio a conocer que la UCD se había integrado al grupo de partidos opositores coaligados con el PDGE, luego de tomar tal decisión en un congreso celebrado en Bata. Este acuerdo posibilitó el nombramiento de Mocache como Secretario de Estado de Pesca y Recursos Hídricos en agosto del mismo año. La noticia no estuvo exenta de polémica, y causó molestia en círculos opositores.
A nivel internacional, UCD mantiene relaciones con el Partido Popular español, así como con el partido Ciudadanos.